# Francisco Silva Flores
Francisco “el monita”Silva Flores (16 de marzo de 1983, Celaya, Guanajuato, México), es un exfutbolista mexicano. Se retiró en el Club Celaya de la extinta Liga de Ascenso de México.

## Trayectoria
Debutó con el Atlético Celaya en el Invierno 2001.

### Clubes
| Club                         | País                         | Año         | Partidos | Goles | Media |
| ---------------------------- | ---------------------------- | ----------- | -------- | ----- | ----- |
| Atlético Celaya              | México                       | 2001 - 2002 | 2        | 0     | 0     |
| Real Sociedad de Zacatecas   | México                       | 2002 - 2003 | 7        | 1     | 0.14  |
| Santos Laguna                | México                       | 2003 - 2004 | 1        | 0     | 0     |
| Club León                    | México                       | 2004 - 2008 | 87       | 4     | 0.05  |
| Dorados de Sinaloa           | México                       | 2008 - 2010 | 36       | 2     | 0.06  |
| Correcaminos UAT             | México                       | 2010 - 2011 | 12       | 1     | 0.08  |
| Universidad de Guadalajara   | México                       | 2011 - 2013 | 37       | 4     | 0.11  |
| Club Necaxa                  | México                       | 2013        | 4        | 0     | 0     |
| Celaya FC                    | México                       | 2014 - 2015 | 19       | 2     | 0.11  |
| Total en su carrera Retirado | Total en su carrera Retirado | 205         | 14       | 0.07  |       |

## Palmarés
- Subcampeón con Necaxa del Torneo Clausura 2013 Liga de Ascenso